# Uvalde Estates (Texas)
Uvalde Estates es un lugar designado por el censo ubicado en el condado de Uvalde en el estado estadounidense de Texas. En el Censo de 2010 tenía una población de 2171 habitantes y una densidad poblacional de 141,26 personas por km².

## Geografía
Uvalde Estates se encuentra ubicado en las coordenadas 29°10′7″N 99°50′10″O / 29.16861, -99.83611. Según la Oficina del Censo de los Estados Unidos, Uvalde Estates tiene una superficie total de 15.37 km², de la cual 15.33 km² corresponden a tierra firme y (0.27%) 0.04 km² es agua.

## Demografía
Según el censo de 2010, había 2171 personas residiendo en Uvalde Estates. La densidad de población era de 141,26 hab./km². De los 2171 habitantes, Uvalde Estates estaba compuesto por el 57.25% blancos, el 0.37% eran afroamericanos, el 0.97% eran amerindios, el 0.41% eran asiáticos, el 0% eran isleños del Pacífico, el 33.72% eran de otras razas y el 7.28% pertenecían a dos o más razas. Del total de la población el 91.8% eran hispanos o latinos de cualquier raza.